# Mitt decennium
Mitt decennium är första låten på Magnus Ugglas album Alla får påsar från 1993. Låten beskriver läget i Sverige efter att finanskrisen i början av 1990-talet brutit ut. Sångtexten beskriver hur många svenskar glatt ser tillbaka på 1980-talet, och det fina ekonomiska läge som då rådde i Sverige. I refrängen sjunger Uggla att det inte är någon idé att blicka bakåt, han vill se framtiden istället, ty han befinner sig i "sitt" decennium.
Magnus Uggla själv menar att det är en av hans bättre kompositioner vad gäller melodin.
Låten blev en framgång på Trackslistan, där den låg i 17 veckor.